# Stadler Rail
Die Stadler Rail AG (auch Stadler Rail Group) mit Sitz im schweizerischen Bussnang gilt als einer der weltweit zehn grössten Hersteller von Schienenfahrzeugen. Der Produktschwerpunkt liegt auf angetriebenen Fahrzeugen wie Triebwagen, Stadtbahnen und Lokomotiven. Dazu kommen immer mehr U-Bahnen, Hochgeschwindigkeitszüge, Intercity- und Schlafwagen. Eine Spezialität sind massgeschneiderte Bahneinzelanfertigungen und Zahnradbahn-Fahrzeuge. Zu einem wichtigen Standbein hat sich Stadler Service entwickelt (Unterhalt einzelner Schienenfahrzeuge oder ganzer Flotten).
Stadler Rail beschäftigt weltweit 13'400 Mitarbeiter mit Standorten in 23 Ländern. Die Firma gehört zu den 100 grössten Unternehmen in der Schweiz und zu den 500 grössten Familienunternehmen der Welt.

## Geschichte

### 1942–1961: Anfänge in Zürich und Wädenswil

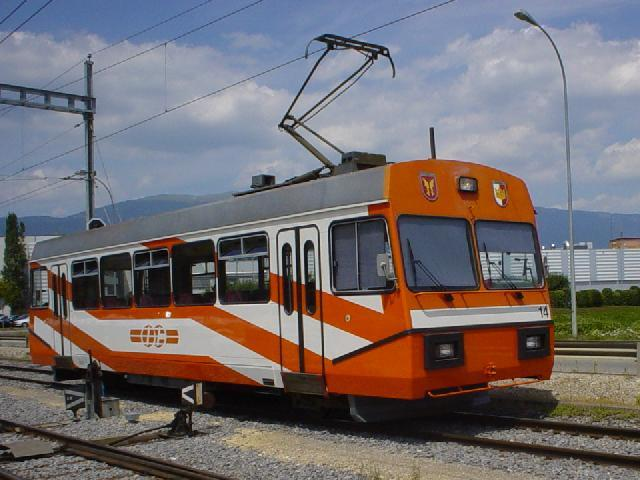
Wendepunkt 1990: Triebwagen der Chemin de fer Orbe–Chavornay

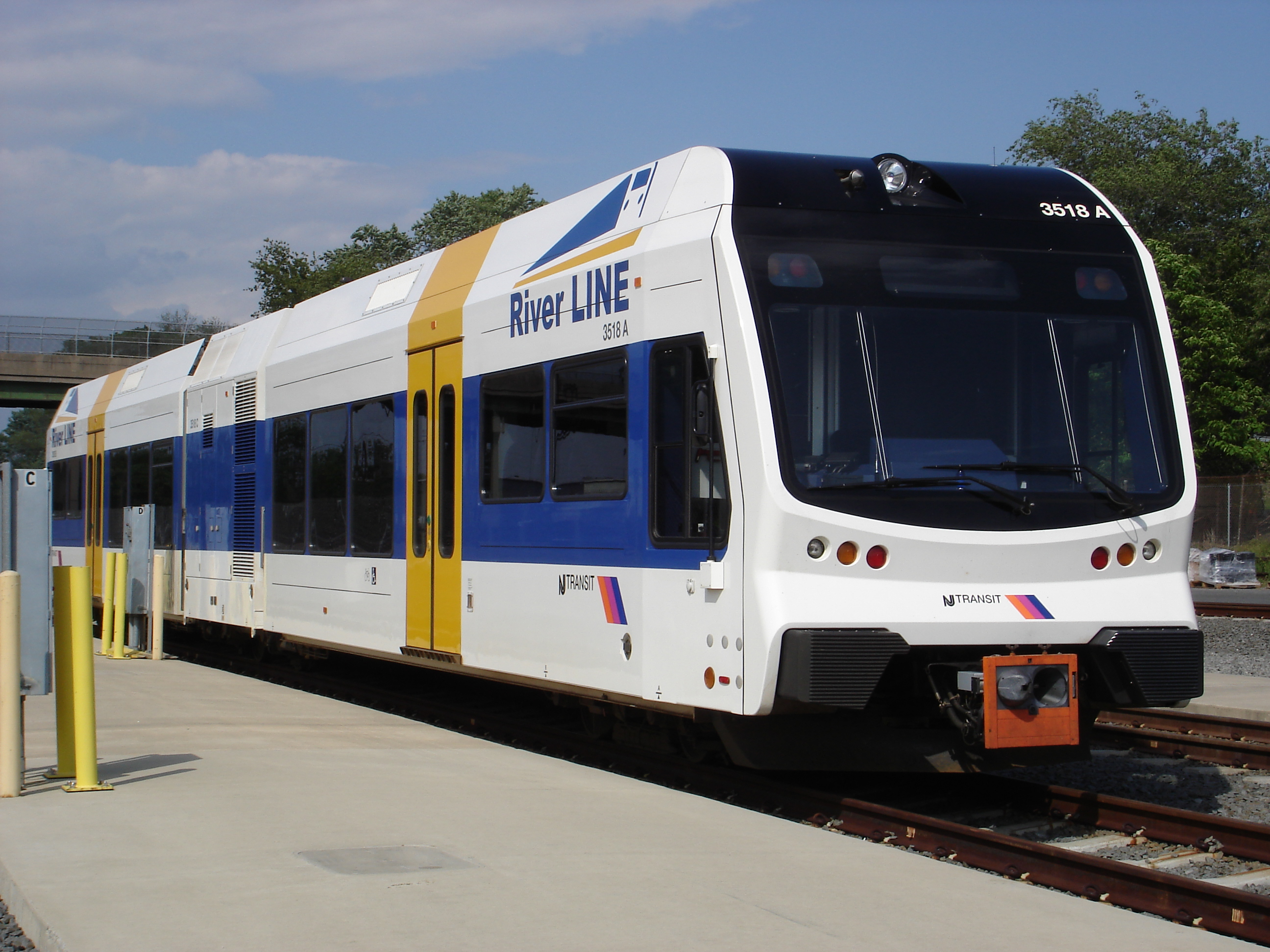
Einer der ersten Exporterfolge: GTW für New Jersey Transit

1942 gründete Ernst Stadler in Zürich das Ingenieurbüro Stadler und rüstete in den Kriegsjahren Strassen- und kleine Schienenfahrzeuge auf Akkubetrieb um. Das Unternehmen zog 1945 nach Wädenswil und baute dort als Elektro-Fahrzeuge Ernst Stadler erste kleine Akku-, Elektro- und Dieseltraktoren (Rangierlokomotiven). Allerdings musste das Unternehmen bereits 1951 Konkurs anmelden. Danach arbeitete Ernst Stadler für verschiedene Auftraggeber in deren jeweiligen Werkstätten, bis er erneut eine kleine Werkstatt in Zürich bezog.

### 1962–1988: Stadler wird heimisch in Bussnang, Gründung Aktiengesellschaft
1962 zog er in den Kanton Thurgau nach Bussnang, wo er eine grössere Werkstatt bauen liess. In den folgenden Jahren verlegte Stadler den offiziellen Geschäftssitz nach Bussnang und wandelte die Firma in eine sich ab 1974 Stadler Fahrzeuge AG nennende Aktiengesellschaft um.
Ernst Stadlers Tod im Jahr 1981 war ein erster Einschnitt in der Geschichte des Unternehmens, dessen Aktien sich im Familienbesitz befanden. Die Witwe Irma Stadler (1924–2020) führte das Unternehmen weiter. 1984 wurden erstmals auch Personenfahrzeuge gebaut, wobei Spezialanfertigungen für Schweizer Privatbahnen einen Schwerpunkt bildeten.

### 1989–2015: Erste Grossaufträge, Entwicklung Werke Altenrhein und Pankow
Eine zweite Zäsur erfolgte 1989, als Irma Stadler das Unternehmen dem Ehemann ihrer Enkelin, dem professionellen Eishockey-Spieler Peter Spuhler, anbot. Mit einer Belegschaft von knapp zwei Dutzend Personen war ein modular aufgebautes Schienenfahrzeug entwickelt worden, dessen Teile von verschiedenen Anbietern gekauft und in Bussnang montiert wurden. Diesem Konzept entstammte 1995 der erste Gelenktriebwagen (GTW).
Mit dessen zunehmender Nachfrage wurde die Belegschaft sukzessive vergrössert und das Unternehmen umgebaut. Von Schindler Waggon (SWG) übernahm man 1997 schliesslich einen Grossteil des Werkes Altenrhein im Kanton St. Gallen und gründete die Stadler Altenrhein AG. Da das am Flugplatz Altenrhein gelegene ehemalige Schindler-Werk, das in Teilen auch die übernommenen Flug- und Fahrzeugwerke Altenrhein (FFA) umfasste, deutlich grösser als der Standort Bussnang ist, wurden bei der Übernahme Teile des Werkes ausgelagert und davon ein Teil als Industriepark Altenrhein, oft Industriepark Stadler genannt, untervermietet.
Der Kauf von Altenrhein initiierte einen unerwarteten Expansionskurs, der auf dem Kauf langsam wegsterbender Werke und Produktionsbereiche basierte. Hierzu wurden aus Stadler Fahrzeuge die neue Familien-Holding Stadler Rail AG und das Werk Bussnang formell in die Stadler Bussnang AG ausgelagert. 1998 wurde der Zahnradbahnbereich der ehemaligen Schweizerischen Lokomotiv- und Maschinenfabrik (SLM) von der Sulzer AG übernommen.
Der Einstieg in den deutschen Fahrzeugmarkt begann mit der Bildung eines Konsortiums mit Adtranz und Bombardier Transportation zur Lieferung von GTW 2/6 DMU an die Hessische Landesbahn sowie DB Regio und deren Tochter Usedomer Bäderbahn in den Jahren 1999 bis 2002.
Das Adtranz-Werk Pankow, in dem die Regioshuttle gefertigt wurden und das sich auf dem Gelände des früheren Berliner Herstellers von Kraftwerksausrüstungen Bergmann-Borsig befindet, wurde 2000 in die Stadler Pankow GmbH (heute: Stadler Deutschland GmbH) ausgelagert, an welcher sich Stadler im Rahmen eines Joint Ventures zu 66 Prozent beteiligte. Aufgrund kartellrechtlicher Auflagen im Zusammenhang mit der Übernahme durch Bombardier Transportation verkaufte Adtranz 2001 schliesslich das gesamte Werk und die Lizenzen für die Fahrzeugfamilien Regioshuttle und Variobahn an Stadler. Unter dem Geschäftsführer Michael Daum, der von Adtranz zu Stadler gewechselt war, folgte ein starkes Wachstum von Umsatz und Arbeitsplätzen. So startete das Unternehmen im Jahr 2000 mit 200 Mitarbeitern, 2003 waren es 300, 2011 zählte man 830, und 2013 wurden 1300 Mitarbeiter beschäftigt. 2002 kam mit Velten in Brandenburg ein weiterer Standort dazu. Im Jahr 2011 eröffnete Stadler ein Montagewerk in Berlin-Hohenschönhausen, das Ende 2015 jedoch wieder geschlossen wurde, zugunsten eines neu gebauten Montagewerks in Pankow. Im Berliner Bezirk Reinickendorf wurde 2012 ein Logistikzentrum in Betrieb genommen.
2001 wurde in Bussnang die neue, moderne Montagehalle 2 eröffnet, welche die erste Halle aus dem Jahr 1962 weitgehend ablösen sollte. Im Rahmen der Modernisierung erhielt auch der Geschäftssitz ein zeitgemässeres Bürogebäude. Sowohl das steigende Auftragsvolumen als auch immer länger werdende Fahrzeuge erforderten einen weiteren Ausbau, der mit der Einweihung der Montagehalle 3 im Jahr 2004 abgeschlossen wurde.
Die im Herbst 2004 in Konkurs gegangene Giesserei Swiss Metal Casting AG in Biel wurde zwecks Eigenbedarf umgehend von Stadler übernommen und produziert als Stadler Stahlguss AG weiter. Nur wenige Wochen später wurde die stufenweise Übernahme der ehemaligen PFA (Partner für Fahrzeugausstattung) in Weiden in der Oberpfalz vereinbart, für welche Anfang 2005 die Stadler Weiden GmbH gegründet wurde. Deren Produktion wurde im Jahr 2007 wegen fehlender Aufträge geschlossen.

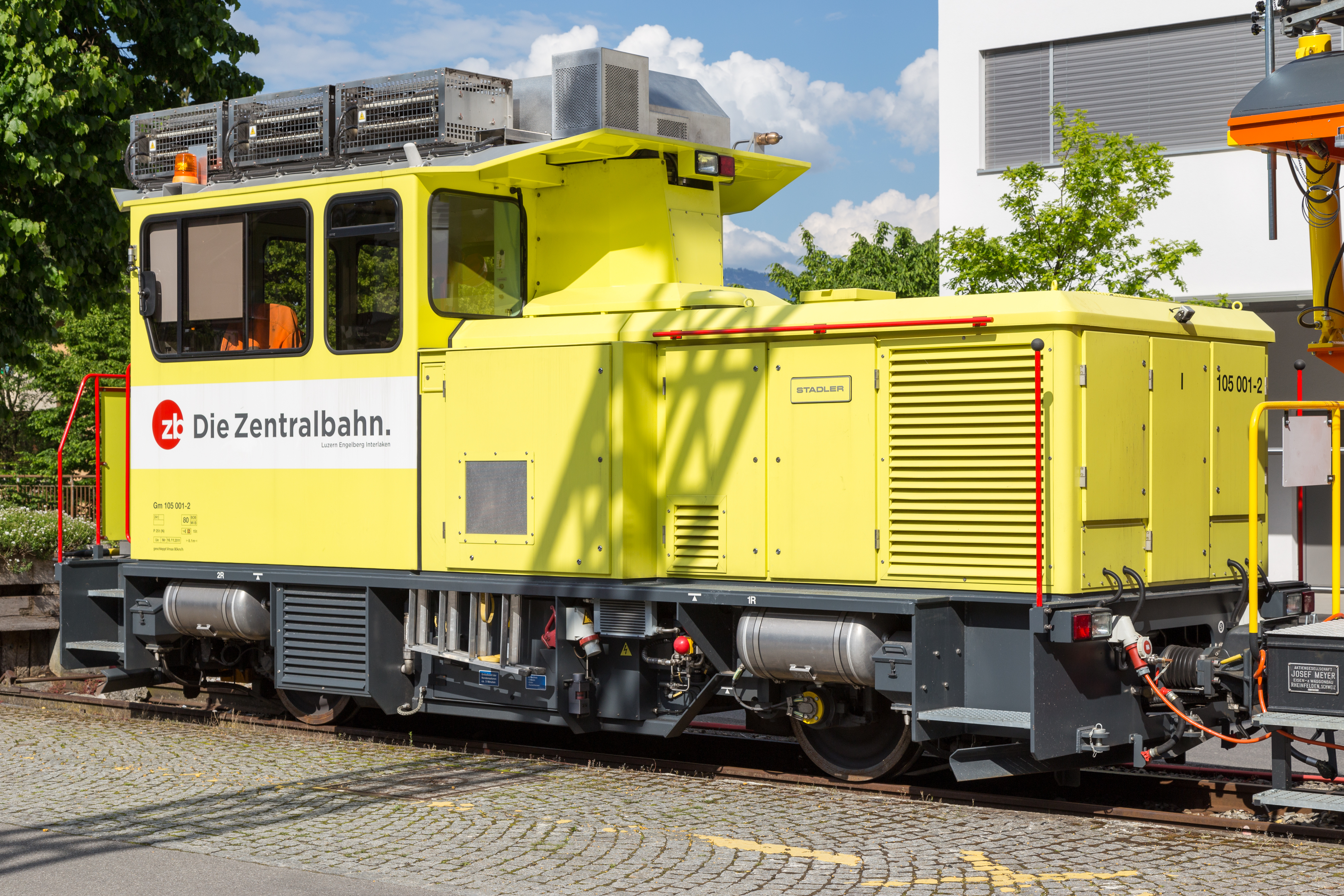
Schmalspur-Rangierlok Gm 105 der Zentralbahn (Schweiz)

Einen der bedeutendsten Zukäufe schloss Stadler am 7. September 2005 in Winterthur ab. Der Kauf der Winpro AG, an welcher man zuvor bereits mit 40 Prozent beteiligt war, brachte einen weiteren Teil der Reste der traditionsreichen Schweizerischen Lokomotiv- und Maschinenfabrik unter das Dach von Stadler Rail.

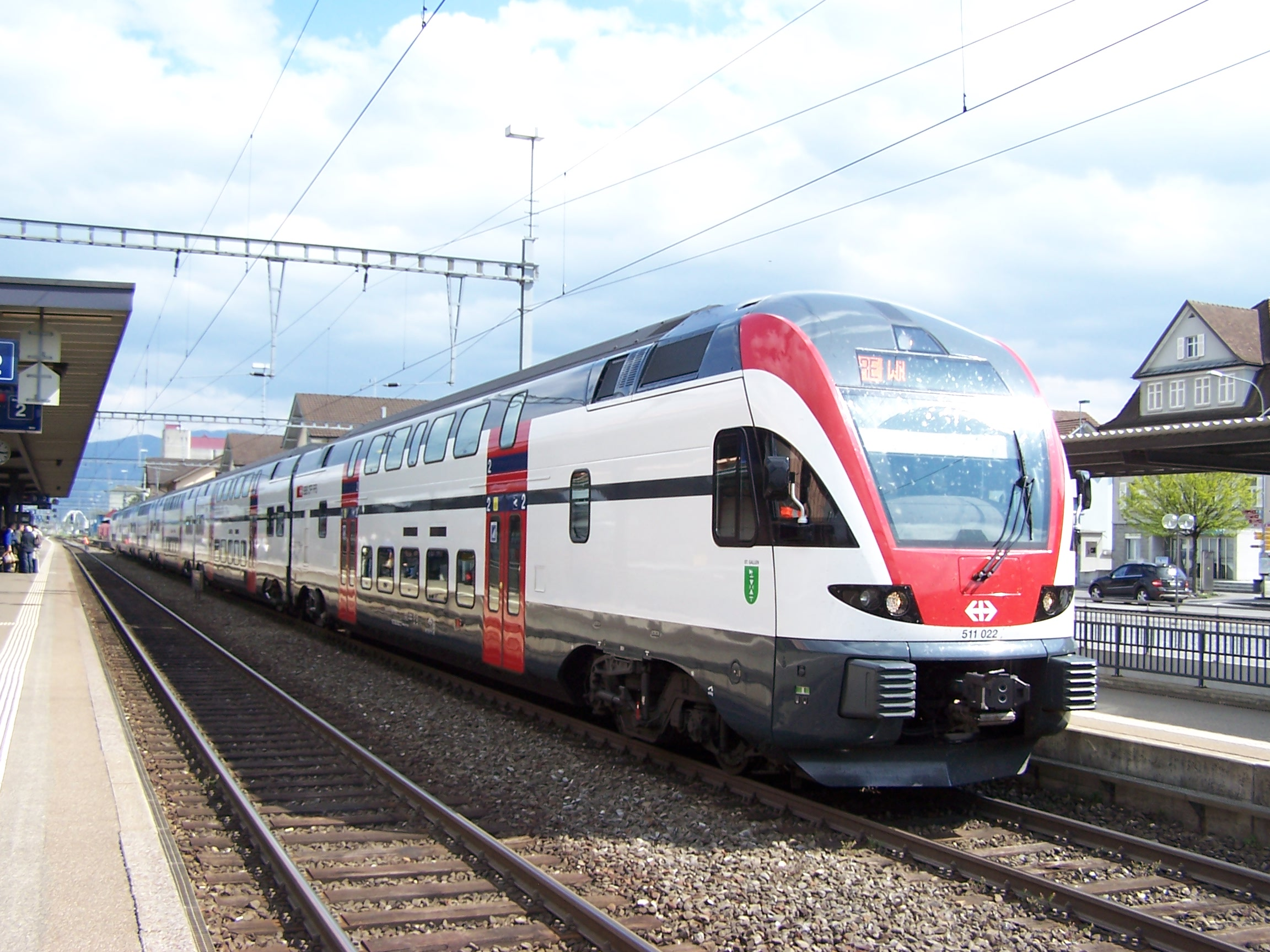
KISS von Stadler Rail

Am 30. Juni 2008 gaben die Schweizerischen Bundesbahnen (SBB) bekannt, dass Stadler Rail den Zuschlag für einen Auftrag im Wert von rund einer Milliarde Franken erhalten habe. Dieser umfasste den Bau von 50 sechsteiligen Doppelstocktriebwagen für die vierte Teilergänzung der S-Bahn Zürich. Für Stadler handelte es sich um den Erstauftrag der neu entwickelten Doppelstockzüge Stadler KISS (Regionalverkehr bis 160 km/h), deren Produktion bei Stadler Altenrhein erfolgt; das Werk wurde hierfür um eine Halle erweitert, die Auslieferung der Züge begann im Frühjahr 2012.
Der Bau von sieben (zuzüglich einer Option über drei weitere) Zahnrad-Elektrolokomotiven des Typs Stadler He 4/4 für die Güterzugstrecke São Paulo–Santos in Brasilien stellte einen weiteren bedeutenden Auftrag dar, der am 26. Februar 2010 veröffentlicht wurde.
Am 9. Mai 2014 erhielt Stadler von den SBB den Zuschlag für den Bau von 29 Triebwagen im Wert von 980 Millionen Franken für den Nord-Süd-Verkehr durch den Gotthard-Basistunnel. Der Vertrag enthält eine Option zur Bestellung von 92 weiteren Zügen. Diese Züge vom Typ EC 250 sind 202 m lang, erreichen eine Höchstgeschwindigkeit von 250 km/h und werden von Stadler als SMILE vermarktet, bei den SBB ist der Zug in der Zwischenzeit als Giruno bekannt.

### 2016 – heute: Globale Expansion

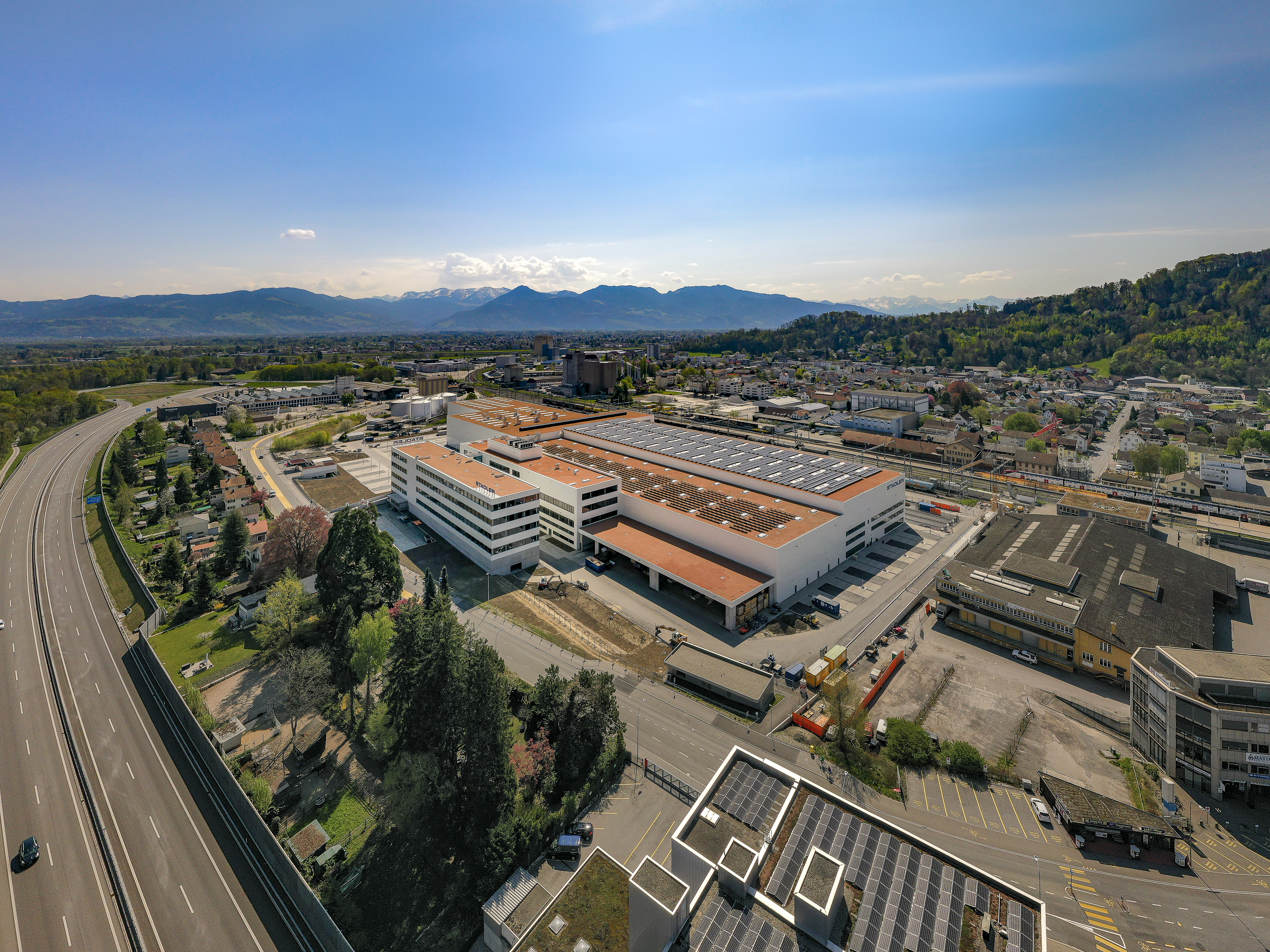
Werk in St. Margrethen

Am 7. Januar 2016 gab Stadler bekannt, die Sparte für Streckenlokomotiven im spanischen Valencia vom bisherigen deutschen Konkurrenten Vossloh zu übernehmen. Anfang Dezember 2016 kündigten Stadler und Solaris Bus & Coach (SBC) die Gründung des Joint Ventures Solaris Tram Sp. z o.o. an, unter welchem das Solaris-Werk im polnischen Środa Wielkopolska auf die doppelte Grösse ausgebaut werden sollte. Bei Ausschreibungen von Tramfahrzeugen in Polen traten Stadler Polska und Solaris bereits seit September 2016 gemeinsam als Konsortium unter Führung von Stadler auf. Das Stadler-Werk Siedlce beschäftigte zu diesem Zeitpunkt rund 800 Mitarbeiter und hatte 320 Fahrzeuge für den europäischen Markt hergestellt. Das Joint Venture, welches per 1. April 2017 den Betrieb offiziell aufgenommen hatte, wurde im November 2018 vollständig von Stadler übernommen. Angestossen wurde dies durch den Mitte 2018 erfolgten Verkauf des Konsortialpartners SBC durch die Eigentümerfamilie Olszewski an den spanischen Schienenfahrzeughersteller CAF. Letzterer beabsichtigte mit der Übernahme von Solaris insbesondere den Einstieg in den Nutzfahrzeug-Markt – namentlich mit Trolleybussen, Elektro-Hybrid-Bussen und Batteriebussen – und veräusserte den verbliebenen 40-Prozent-Anteil an Solaris Tram (und inhärent der Produktserie Tramino) an Stadler.
Auf dem asiatisch-pazifischen Markt hatte Stadler zunächst einen schweren Stand. In Indien scheiterte ein 2016 zusammen mit der lokalen Medha Servo Drives gewonnener Auftrag für 40 Züge durch Streitigkeiten zwischen in die Auftragsvergabe involvierten Ministerien. Im Iran ging 2018 wegen der Sanktionen der USA ein Auftrag von 960 U-Bahn-Wagen verloren. 2019 konnte dann ein Werk in Indonesien eröffnet werden, und Stadler Valencia lieferte 34 dieselelektrische Lokomotiven nach Taiwan.

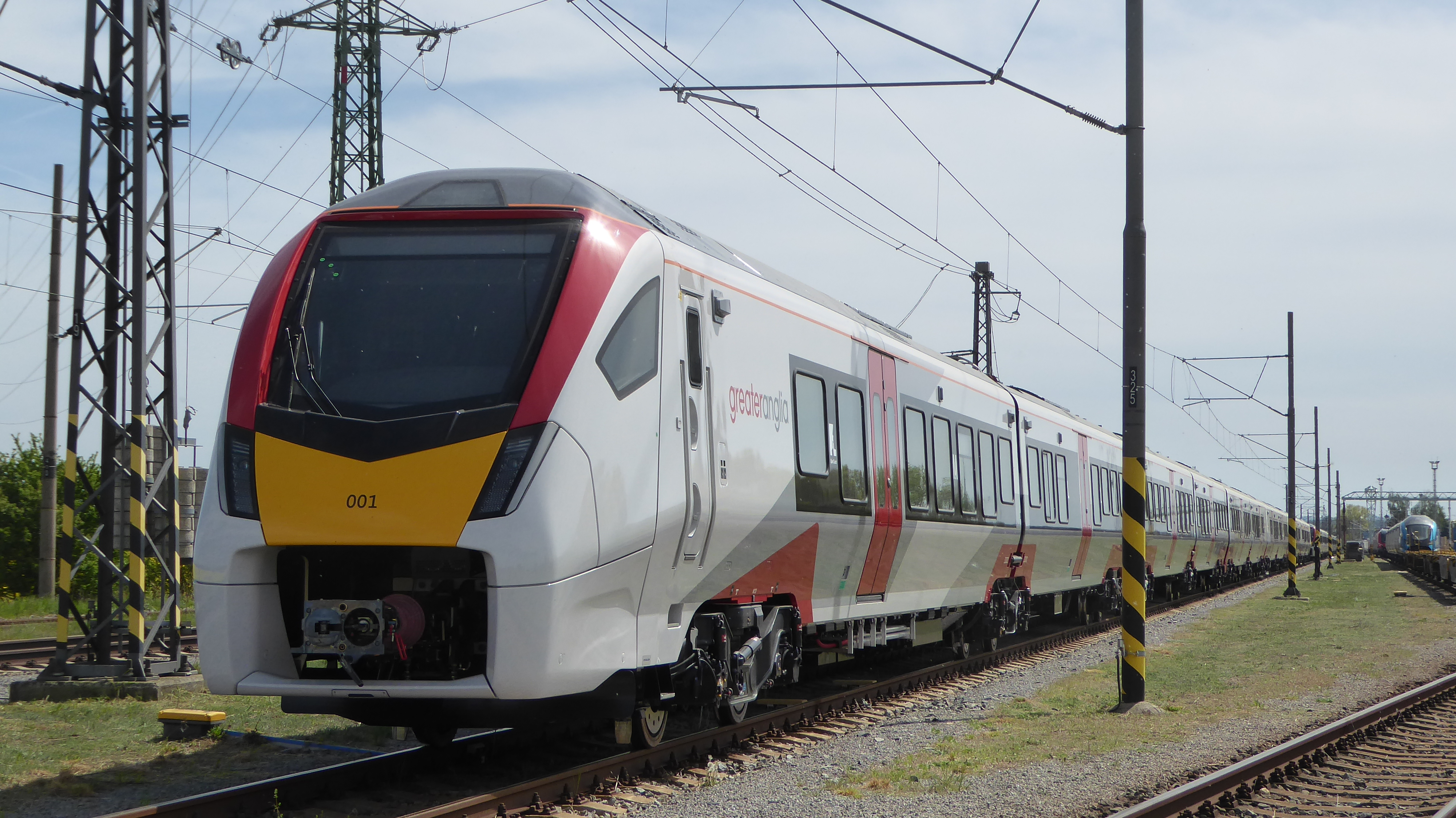
Bei den Flirt für das «East Anglia»-Netz hatte Stadler mit erheblichen Lieferschwierigkeiten zu kämpfen

Mitte 2018 erfolgte der Spatenstich für den künftigen Produktionsstandort St. Margrethen, welcher ab Ende 2019 schrittweise einen Grossteil des Werks Altenrhein als Doppelstock-Kompetenzzentrum ablöste. Das neue Werk befindet sich nördlich des Bahnhofs auf dem 65'000 Quadratmeter grossen Altfeldareal, welches früher der Holzindustrie diente und derzeit der HIAG Immobilien AG gehört. Einzig die Kastendetailfertigung wird weiterhin am Standort in Altenrhein weitergeführt. Das Bürohaus (Tower), welches 2007 erbaut wurde, wurde 2018 mit einem Anbau erweitert. Insgesamt wurden drei neue Montagehallen gebaut: Halle 4 (2009), Halle 6 (2012) und Halle 8 (2015).
Stadler ist seit dem 12. April 2019 an der Schweizer Börse SIX kotiert. Bis zu diesem Zeitpunkt lagen 80 % der Unternehmensanteile bei Peter Spuhler, 10 % des Konzerns waren im Besitz des Managements, und weitere 10 % gehörten der deutschen RAG-Stiftung. Im Rahmen des Börsengangs wurden rund 40 Millionen bestehende Aktien und damit 40,25 % des Aktienkapitals platziert. Vor dem Börsengang wurden alle paar Tage neue Auftragseingänge kommuniziert und eine Verdoppelung des Umsatzes auf 4 Milliarden Franken angekündigt. Wie dies bei bereits ausgelasteten Produktionswerken möglich sein sollte, wurde nicht erklärt. Trotz Rekordwerten bei den Aufträgen blieben 2019 Umsatz und Betriebsgewinn hinter den Erwartungen zurück, und Stadler sah sich zu einer Gewinnwarnung veranlasst.
Stadler hat sich zu einem internationalen Industriekonzern entwickelt und steht, wie andere Hersteller, vor Herausforderungen durch Lieferschwierigkeiten. Im Fall des Flirt UK für Abellio Greater Anglia und des Traverso für den Treno Gottardo werden die Verzögerungen sogar eingestanden. Mitte März 2022 wurde bekannt, dass aufgrund von drohenden EU-Sanktionen ein Teil der Produktion aus Fanipal (Belarus) nach Siedlce in Polen sowie in die Schweiz verlagert wird. Von den Mitarbeitern arbeitet nur noch weniger als ein Drittel in der Schweiz. Diese Internationalisierung widerspricht dem betont schweizerischen Image, das sich Stadler gerne gibt, und belastet auch das Verhältnis zu den Schweizer Kunden.
Ungarn ist der wichtigste Markt von Stadler in Osteuropa. 2023 arbeiteten 800 Personen für das Unternehmen in Budapest, in einer Fabrik in Szolnok und einer Reparaturwerkstätte in Pusztaszabolcs. Wie andere in Ungarn tätige Grossunternehmen schaltet Stadler Werbung in ungarischen Medien, die der Regierung von Viktor Orbán nahestehen, so viel wie kein anderes ausländisches Unternehmen, nicht jedoch in unabhängigen Medien. Die Kontrolle des Medienmarkts durch die Steuerung der Werbeausgaben des Staates und von Unternehmen gilt als wichtiges Machtinstrument Orbáns.

## Service
Der Bereich Service betreibt weltweit über 40 Standorte, diese Aktivitäten wurden 2019 in der Stadler Service AG konzentriert.
Den ersten substanziellen Instandhaltungsauftrag erhielt Stadler 2006 von der ungarischen Staatsbahn MÁV. Neben der Lieferung von 30 Triebwagen wurde auch deren Instandhaltung über einen Zeitraum von 30 Jahren im Anforderungsprofil vereinbart.

### Servicestandorte
Schweiz (Hauptsitz Division Service)
- Stadler Service AG
  - Standort Frauenfeld: 3R-Standort, Unfallreparaturen, Revisionen von Drehgestellen und (Zahnrad-)Getrieben, Refit
  - Standort Wil: Instandhaltung Fahrzeuge der Frauenfeld-Wil-Bahn und Komponentenservice
  - Standort Lugano-Agno: Instandhaltung Fahrzeuge der Ferrovia Lugano-Ponte Tresa
  - Standort Bern: Instandhaltung Tramlink der BernMobil

Algerien (2008)
- Stadler Algérie EURL
  - Standort: Kouba (Algerien); Instandhaltung FLIRT (SNTF)

Italien (2008)
- Stadler Service Italy GmbH
  - Standorte: Meran, Venedig, Sassari (Sardinien); Instandhaltung FLIRT

Ungarn (2009)
- Stadler Magyarország Vasúti Karbantartó Kft.
  - Standort: Pusztaszabolcs; Instandhaltung FLIRT (MÁV, GySEV), Bombardier Talent

Niederlande (2013)
- Stadler Service Nederland B.V.
  - Standorte: Twello, Venlo, Leeuwarden, Nieuwegein; Instandhaltung GTW, FLIRT, KISS

Schweden (2015)
- Stadler Service Sweden AB
  - Standort: Hagalund; Instandhaltung FLIRT
- Stadler MR Sweden AB
  - Standort: Västerås; Modernisierung und Wartung

Polen (2016)
- Stadler Service Polska Sp. z o.o.
  - Standorte: Lodz, Warschau; Instandhaltung FLIRT

Vereinigtes Königreich (2016)
- Stadler Rail Service UK
  - Standort: Liverpool; Instandhaltung Class 507, Class 508; Instandhaltung Class 777 (ab 2021)

Österreich (2017)
- ÖBB Stadler Service GmbH (40 %), Joint Venture mit ÖBB-TS GmbH
  - Standort: Wien; Instandhaltung KISS (Westbahn, Deutsche Bahn)

Deutschland (2024)
- Stadler Deutschland GmbH
  - Standort: Herne; Instandhaltung FLIRT XL (S-Bahn Rhein-Ruhr)[38]
  - Standort: Rendsburg; Instandhaltung FLIRT BEMU für Nah.SH[39]

## Zugbeeinflussung und Signaltechnik
Ab 2017 baute Stadler am Standort Wallisellen den Bereich Signalling auf. Der Bereich fokussiert sich auf drei Entwicklungen: Automatic Train Operation (ATO), mit dieser Technik kann eine Teil- oder Vollautomatisierung des Betriebes erreicht werden. Mit Communication-Based Train Control (CBTC) können Züge wie etwa Metros automatisch und auch führerlos gefahren werden. Ausserdem entwickelte Stadler zusammen mit Mermec Fahrzeuggeräte mit der Bezeichnung Guardia für das European Train Control System (ETCS), ein Zugbeeinflussungssystem, welches auch Führerstandssignalisierung unterstützt und in mehreren europäischen Ländern zum Einsatz kommt.
2021 übernahm Stadler die Firmen Bär Bahnsicherung in Fehraltorf mit 130 Mitarbeitern, die auf die Digitalisierung der Bahninfrastruktur spezialisiert ist, und BBR Verkehrstechnik GmbH in Braunschweig mit 270 Angestellten. BBR fertigt infrastrukturseitige Komponenten wie elektronische Stellwerke, Gleisfreimeldeanlagen oder Weichensteuerungen, aber auch Fahrzeugausrüstungen. Seit der Übernahme der beiden Firmen beschäftigt die Division Signalling mehr als 500 Personen an sieben Standorten.

## Wichtige Produktserien

### Eigenentwicklungen
- GTW – Gelenktriebwagen

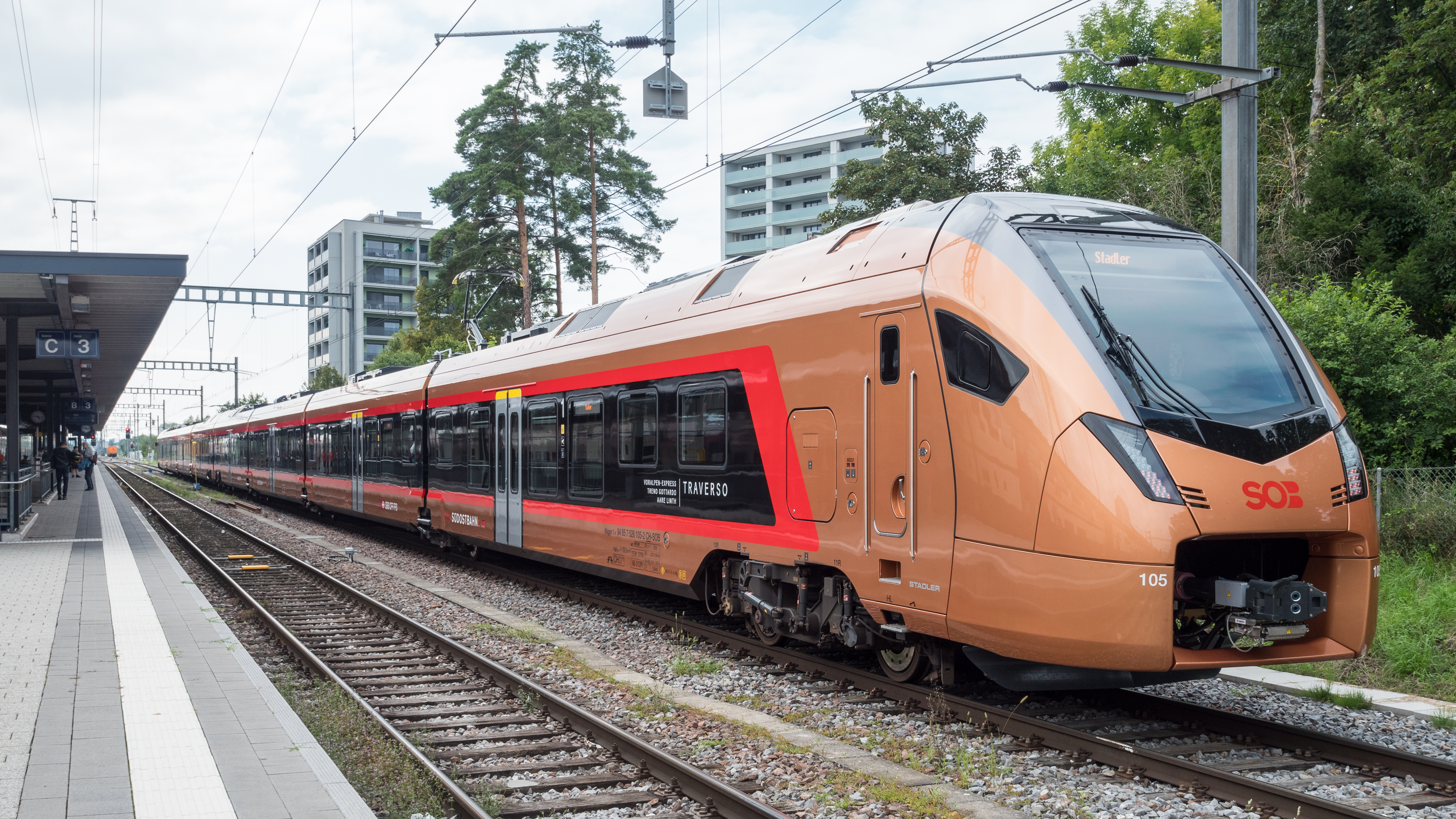
SOB Traverso (Flirt) unterwegs als Voralpen-Express

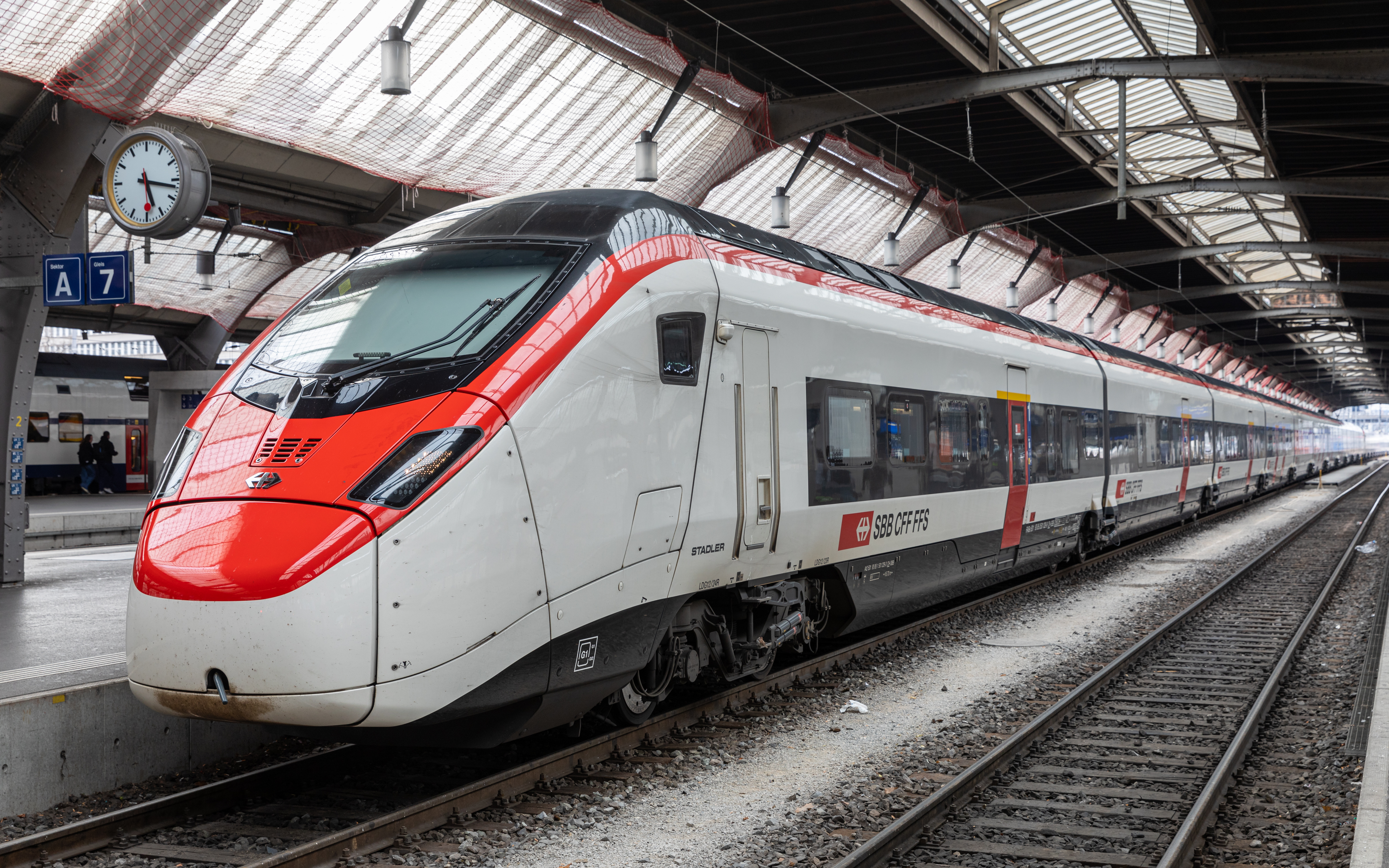
Stadler SMILE / SBB RABDe 501

- Flirt – Flinker leichter (früher als innovativer) Intercity- und Regional-Triebzug; Basistyp SBB RABe 523
- Kiss – Komfortabler innovativer spurtstarker S-Bahnzug (Doppelstock, ab 2011)[17]
- Spatz – Schmalspur-Panorama-Triebzug
- Tango – Strassenbahn
- Smile – Schneller mehrsystemfähiger innovativer leichter Expresszug
- Wink – Wandelbarer innovativer Nahverkehrs-Kurzzug
- Tina – Total Integrierter Niederflur-Antrieb
- Intercity-Züge der nächsten Generation: Dieselelektrische Triebzüge für die Saudi Arabia Railways
- Stadler RS Zero – Emissionsfreier Nebenbahntriebwagen

Der Gelenktriebwagen GTW wurde von 1995 bis 2017 gebaut. Er ist das erste von Stadler in Serie gebaute Produkt und existiert aufgrund des modularen Aufbaus in unzähligen Varianten. Das Produkt wurde in viele Länder exportiert und teilweise in Lizenz gefertigt (Deutschland, Spanien, Frankreich, Italien, Griechenland, USA). Die Produktion wurde aufgrund der steigenden Anforderungen der Crashnormen eingestellt, da die Möglichkeiten des GTW ausgeschöpft waren. Als Nachfolger wurde der Wink entwickelt.
Der Spatz ist eine grössere Serie von Triebwagen u. a. für die schmalspurige Zentralbahn und steht in der «Fahrzeugevolution» zwischen dem GTW und dem Flirt. Augenfälliger Unterschied ist das Fehlen des beim GTW üblichen Antriebsmoduls, welches beim Spatz in einem neuen Mittelwagen integriert ist.

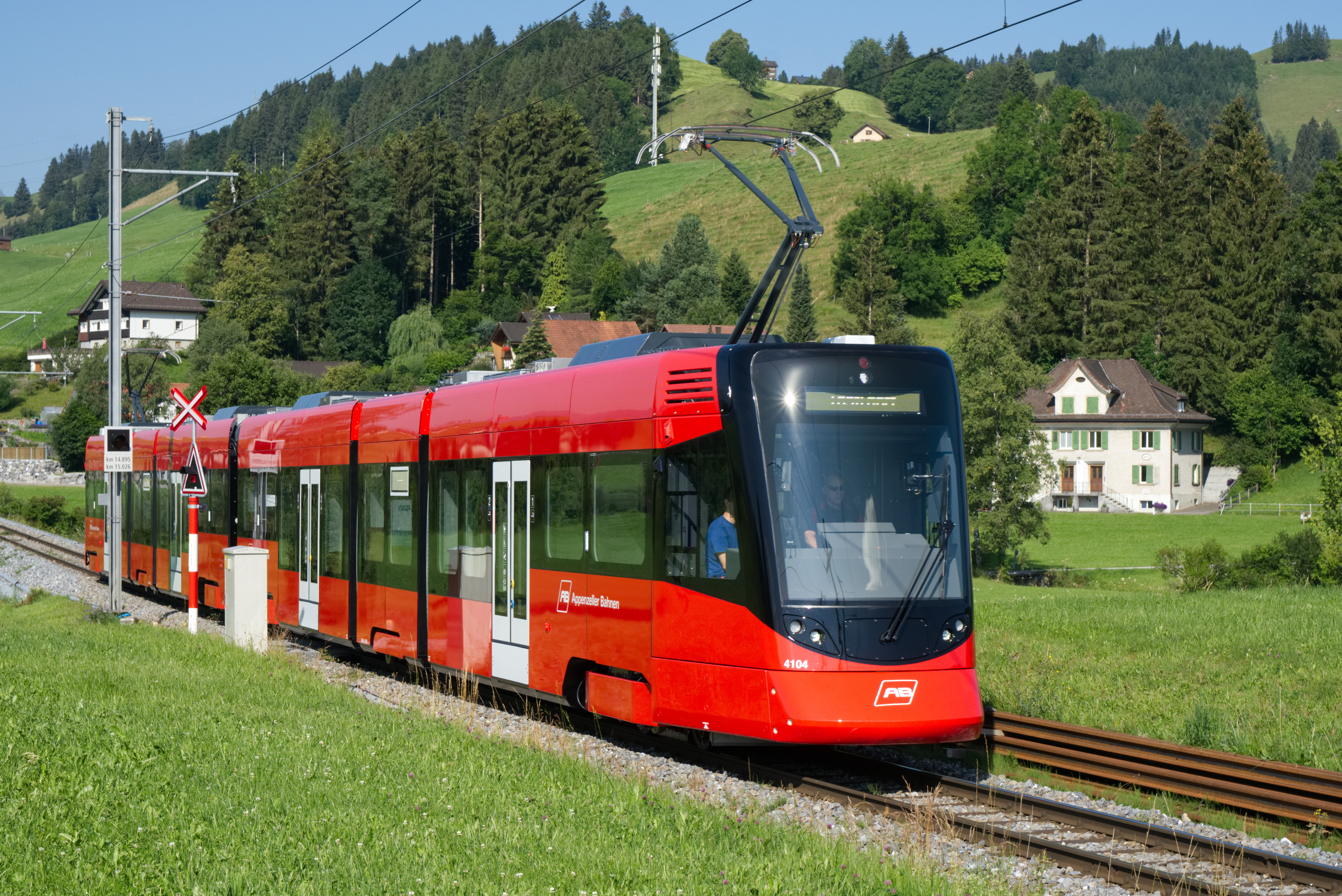
Stadler Tango der Appenzeller Bahnen

Der Flirt ist die erste von Grund auf neu entwickelte Fahrzeugfamilie seit dem GTW. Zwar werden weiterhin Komponenten aus der neuesten GTW-Generation eingesetzt, komplett neu dagegen ist der Einsatz von im Schweizer Fahrzeugbau stets gemiedenen, unflexiblen Jakobs-Drehgestellen, die keine Zugtrennung zulassen. Die Antriebsmodule befinden sich beim Flirt hinter den Führerständen und bringen den Triebwagen auf Tempo 160 km/h, die übliche Höchstgeschwindigkeit im Schweizer Schnellzugverkehr. Der Flirt Intercity erreicht eine Geschwindigkeit von 200 km/h. Neben den SBB, für welche der Triebwagen eigens entwickelt wurde, findet der Flirt Abnehmer in Deutschland, Italien, Ungarn, Algerien und anderen Ländern.
Tango ist eine Strassenbahnserie für Normal- und Schmalspur.
Der Wink wurde auf der Basis des Flirt entwickelt und ist Nachfolger des nicht mehr vollständig den Crashvorschriften entsprechenden GTW. Er eignet sich im Gegensatz zum zweiteiligen Flirt für Zweikraftantriebe mit Diesel- und Batteriebetrieb sowie für elektrischen Betrieb mit Zusatzbatterien. Das Einfügen eines Mittelwagens wie beim GTW ist nicht vorgesehen.
Die von Stadler als Tina bezeichneten Niederflur-Strassenbahntriebzüge zeichnen sich durch neu entwickelte Drehgestelle und einen optimierten Fahrgastraum sowie grosse Panoramafenster aus.

#### Tailor Made

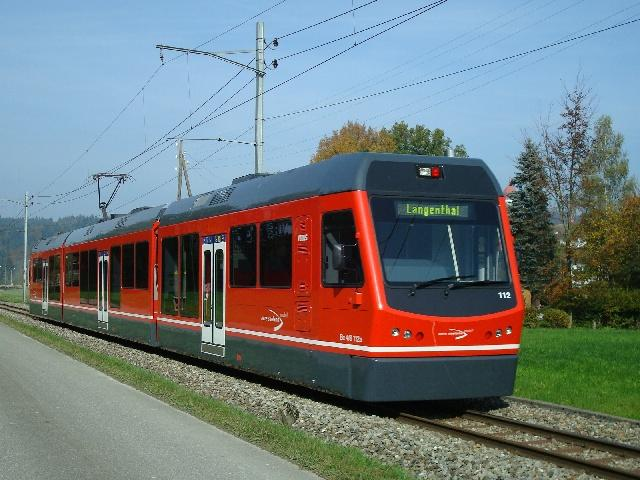
Der Star ist ein massgeschneiderter Regional-Triebzug der Aare Seeland mobil

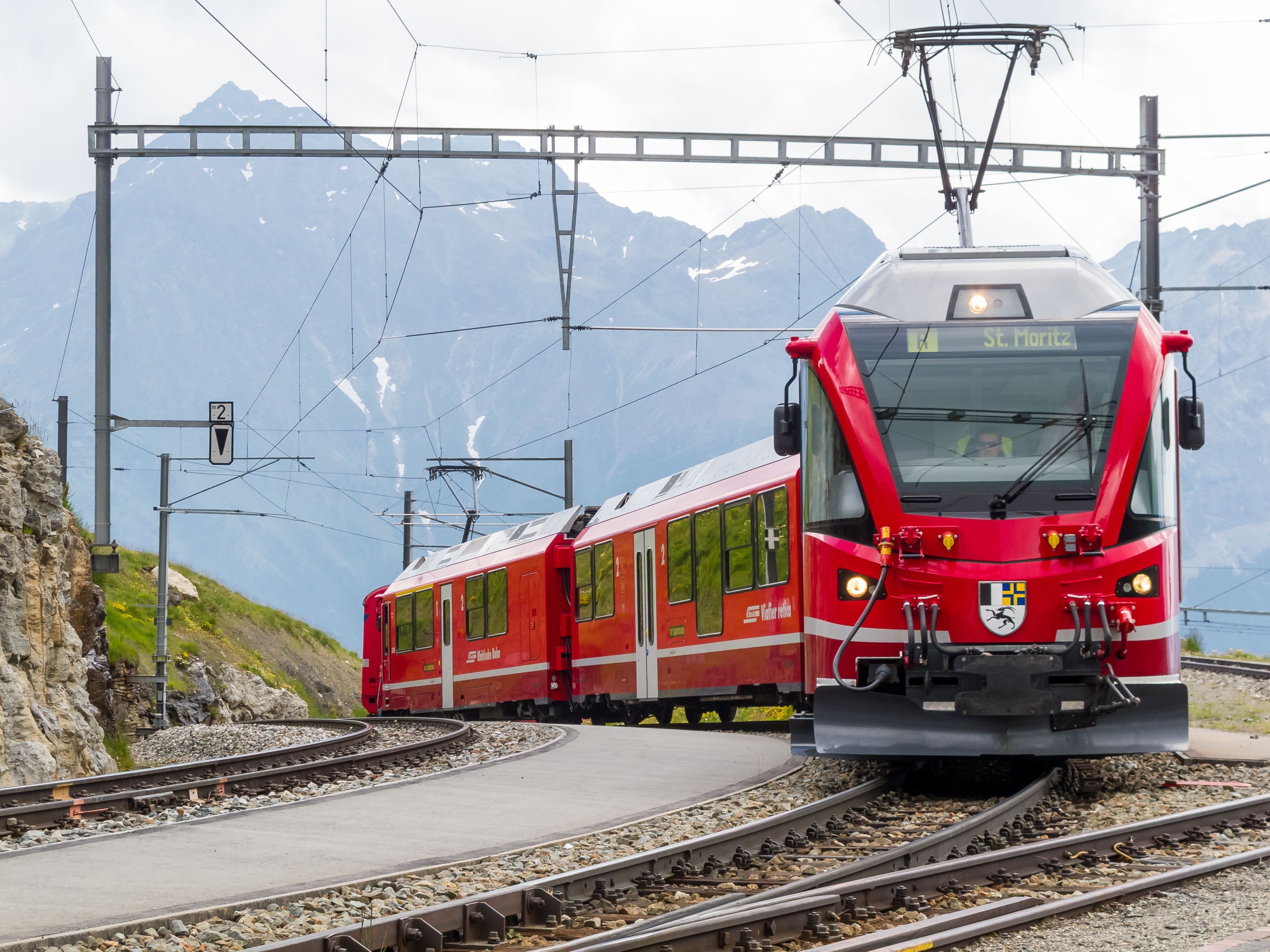
Allegra ABe 8/12 der Rhätischen Bahn bei der Einfahrt in die Station Alp Grüm

Eine Spezialität von Stadler Rail sind auf den Kunden zugeschnittene Einzelanfertigungen, Kleinst- und Kleinserien sowie Schmalspur- und Zahnradbahn-Fahrzeuge. Dieses Produktsegment wird von Stadler als Tailor Made (engl. für massgeschneidert) bezeichnet. Diese auf einzelne Kunden zugeschnittenen Fahrzeugkonzepte sind keine Plattformprodukte, sondern bezüglich Spurweite, Stromsystem und Zahnstangentyp zugeschnittene Lösungen.
Für die Entwicklung und den Bau dieser Fahrzeuge ist der Bereich Technik T1 zuständig, der 150 Angestellte (Vollzeitstellen) beschäftigt und bis 2021 670 Tailor-Made-Fahrzeuge in ein Dutzend Länder auslieferte. Pro Jahr erhält der Bereich um die zehn Bestellungen, die im Durchschnitt aus vier bis sechs Fahrzeugen bestehen. Eine Rolle spielt zudem das Refit-Geschäft, bei dem ältere Fahrzeuge modernisiert werden, um ihre Lebensdauer zu verlängern. Trotz der weitgehend fehlenden Konkurrenz steht auch der Bereich Technik T1 unter einem gewissen Kostendruck. Werden die Fahrzeuge zu teuer, droht den Schmalspur- und Zahnradbahnen längerfristig die Betriebseinstellung. Trotzdem stieg der Preis eines Fink-Triebzugs von 2005 bis 2022 um 67 Prozent.
Typisch für massgeschneiderte Fahrzeuge von Stadler sind die Rangierlokomotiven Eem 923 der SBB, die Allegra-Züge der Rhätischen Bahn, die Zahnrad-Shuttle-Züge der Matterhorn-Gotthard-Bahn, die Zahnrad-Panoramatriebzüge der Wengernalpbahn oder die Zahnradlokomotiven He 4/4 für MRS Logística in Brasilien. Der GTW war ursprünglich ein für die Mittelthurgaubahn entwickeltes Tailor-Made-Projekt, von dem Stadler schlussendlich mehr als 600 Exemplare verkaufen konnte.

### Übernommene Produktserien

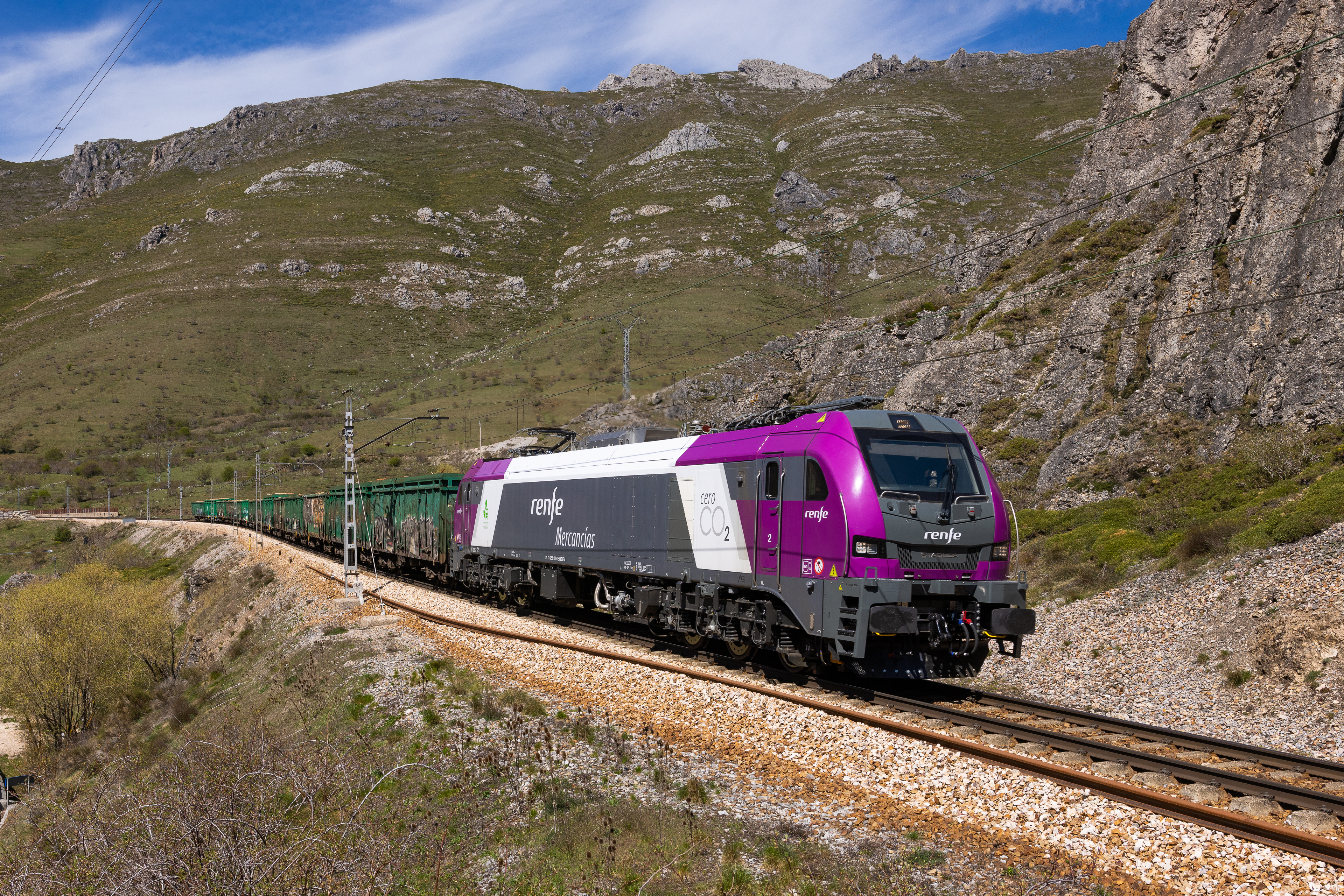
Spanische Euro6000 von Renfe Mercancías

Adtranz (2001)
- Regio-Shuttle RS1
- Variobahn

Vossloh (2016)
- Citylink
- Tramlink
- Spanische Euro6000 von Renfe Mercancías Euro 4000

Solaris Tram (2018)
- Tramino

## Werke

### Schweiz

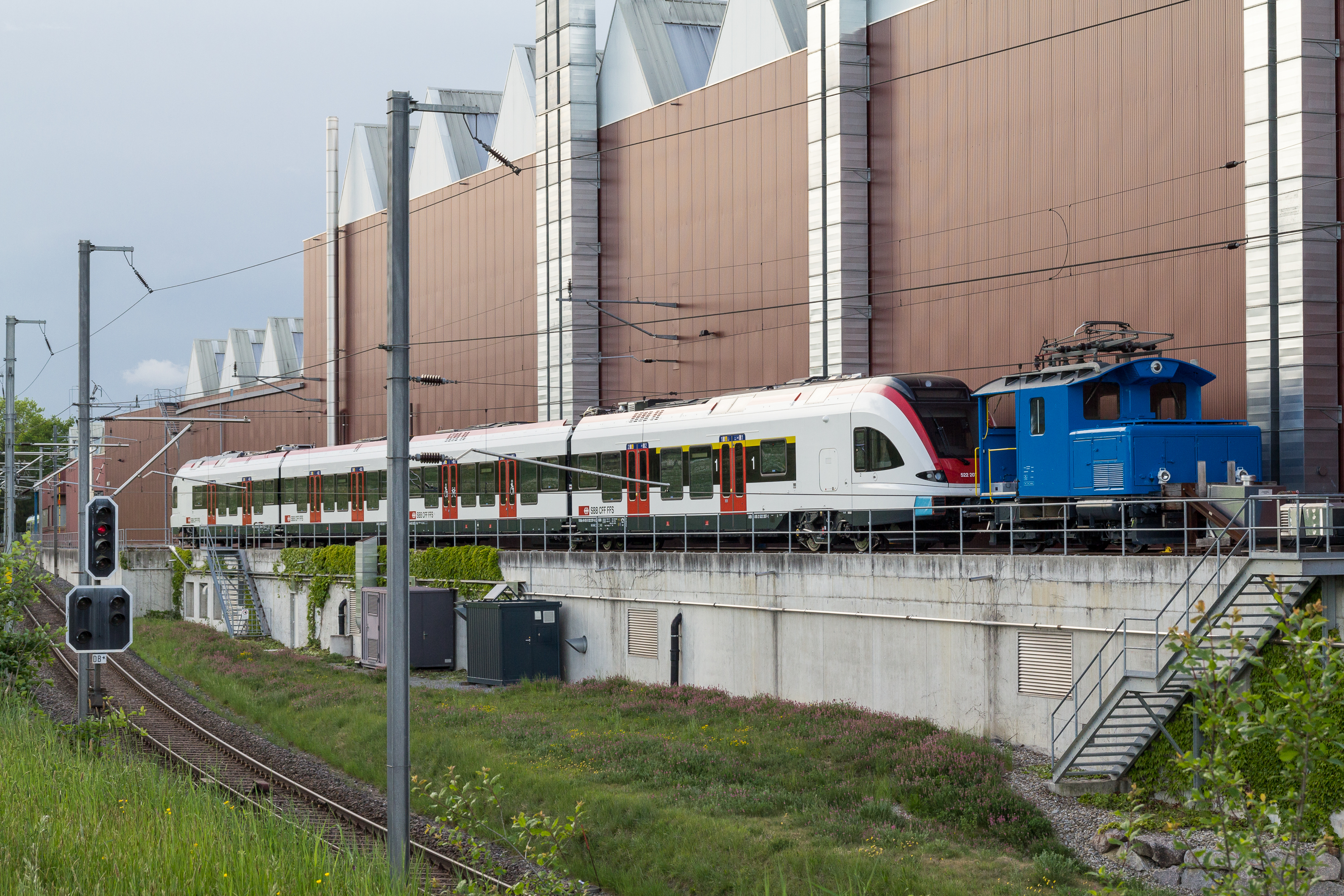
Fabrikneuer Stadler Flirt RABe 522 für die SBB mit Rangierlok im Stammwerk in Bussnang.

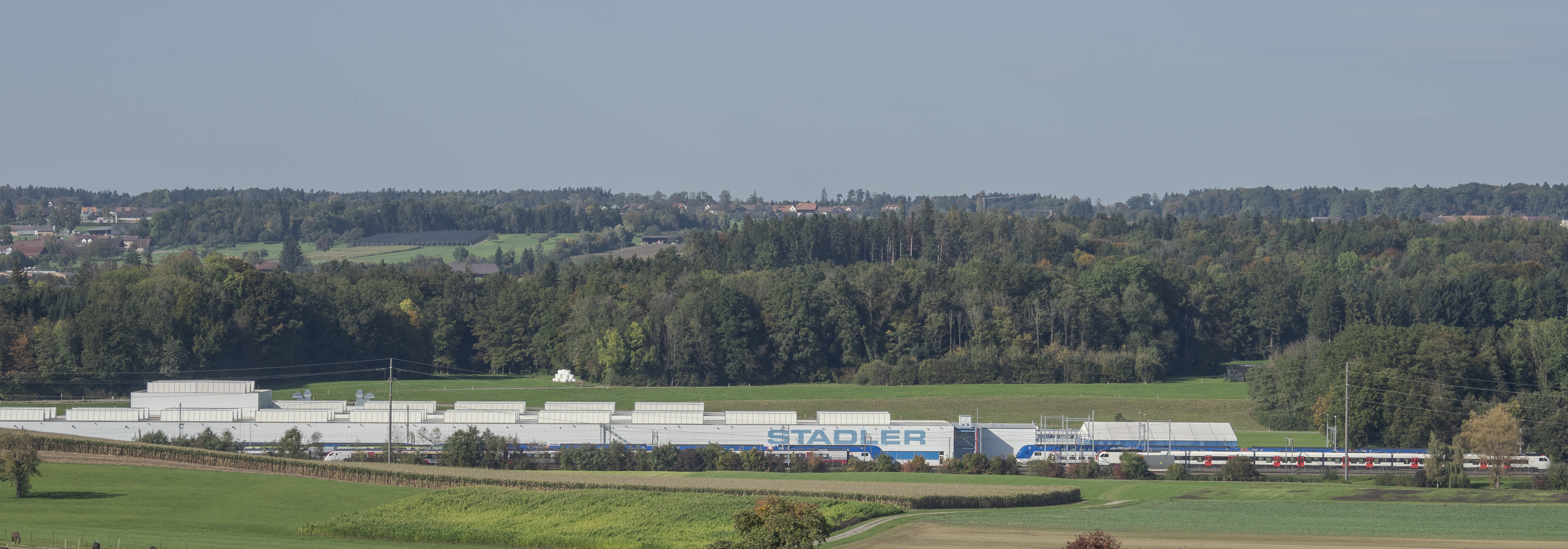
Stadler Rail Inbetriebsetzungszentrum Erlen TG

- Stadler Schweiz AG, entstanden durch Fusion der Stadler Bussnang AG und der Stadler Rheintal AG am 20. Juni 2025[49]
  - Bussnang; Stammwerk seit 1962; 2400 Mitarbeiter; bis 2025 Stadler Bussnang AG
    - Hauptsitz Division Schweiz und Konzernverwaltung
    - Produktion des GTW, Flirt, individuellen Kleinaufträgen, Trambahntriebzüge TINA und Zahnradbahnen

  - Stadler Altenrhein AG, Altenrhein – 2019 umbenannt in Stadler Rheintal AG mit neuem Werksgelände in St. Margrethen; 1997 von Schindler übernommen; 1300 Mitarbeiter
    - Produktion von Personenwagen (Glacier-Express), Zwischenwagen (für GTW und SBB RABe 514), des Flirt (SOB, STA) und Next (RBS), sowie Doppelstock-Kompetenzzentrum Dosto (SBB)
- Stadler Winterthur AG, Winterthur Töss; ex Winpro AG (ehemals SLM), am 7. September 2005 übernommen; 50 Mitarbeiter
  - Produktion von Diesellokomotiven. Revisionen und Service
- Stadler Winterthur AG, Oberwinterthur; 418 Mitarbeiter
  - Division Komponenten: Kompetenzzentrum Drehgestelle (konzernweit)
- Stadler Stahlguss AG, Biel/Bienne; ehemals Von Roll Stahlgiesserei Biel AG, 2004 aus Konkurs übernommen; 90 Mitarbeiter
  - Division Komponenten: Kompetenzzentrum Stahlguss (konzernweit)
- Stadler Signalling AG, Wallisellen; seit 2017, Entwicklung von eigenen Signalling-Lösungen[50]
- IBS-Zentrum Erlen (Thurgau); ab September 2009 im Bau, im Oktober 2010 in Betrieb genommen[51]
  - Inbetriebsetzungs-Zentrum; Annex der Werke Bussnang und Altenrhein
- Stadler Service Schweiz AG, Frauenfeld; seit 2022, Standort für Reparaturen, Revisionen und Refit-Projekte[52]

### Deutschland

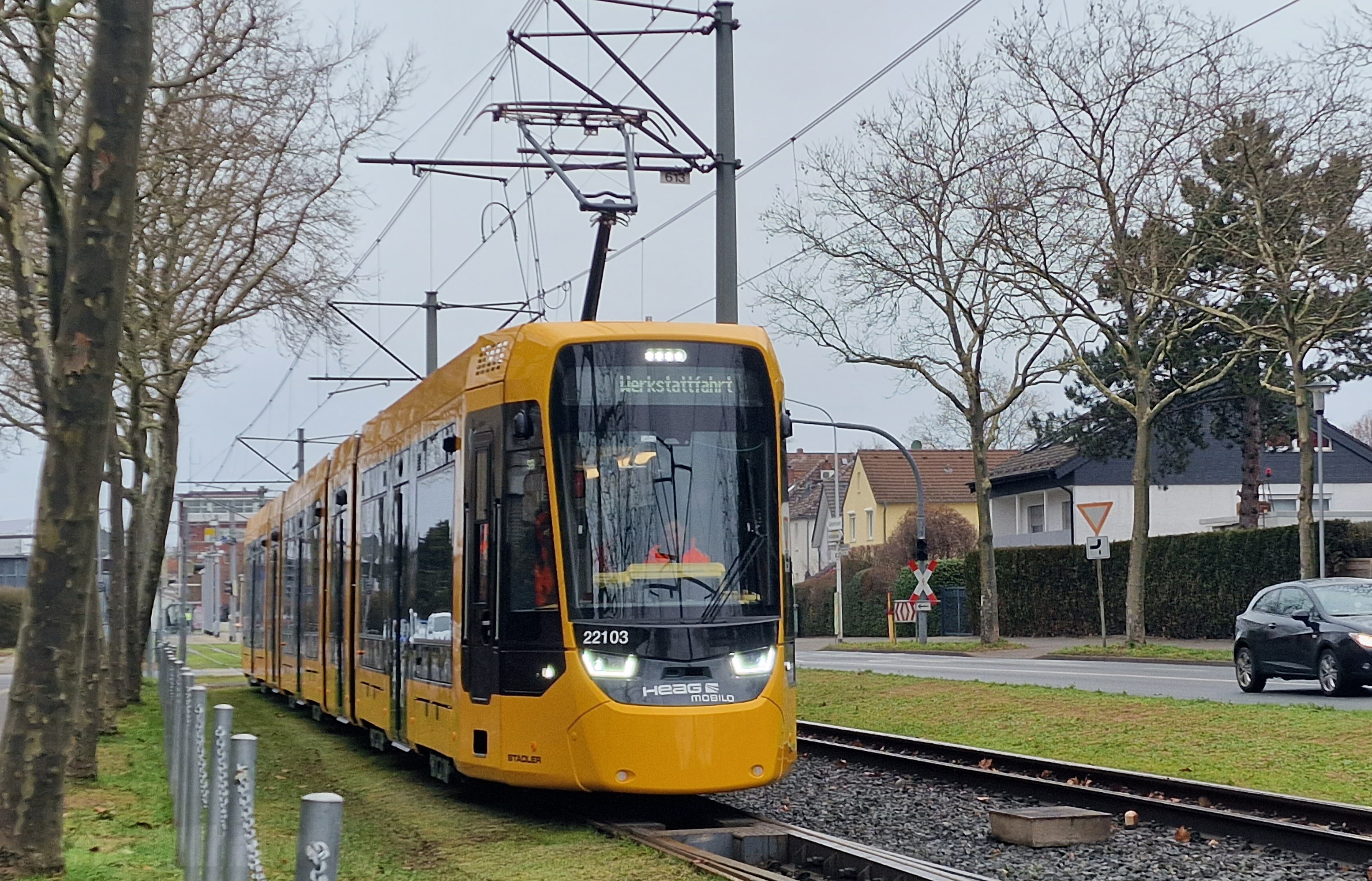
Stadler Tina ST15 in Darmstadt

- Stadler Deutschland GmbH (bis 31. Dezember 2020 Stadler Pankow GmbH) in Berlin-Wilhelmsruh; wurde 2000/2001 von Adtranz übernommen; insgesamt 830 Mitarbeiter[53] (Stand 2017)
  - Hauptsitz Division Deutschland
  - Produktion des Regio-Shuttle, FLIRT und KISS sowie von Strassenbahnen für Deutschland
  - Service- und Inbetriebnahmezentrum Velten
- Stadler Rail Service Deutschland GmbH in Berlin-Borsigwalde (Miraustraße); bis 31. Dezember 2020 Stadler Reinickendorf GmbH,[54] Teil der Division Service
  - Wartung und Umbau von Bahnfahrzeugen
  - Bahnbetriebswerk Rendsburg (Stadler)
- Stadler Chemnitz GmbH, Chemnitz, im April 2017 gegründet, ca. 160 Mitarbeiter (Stand 2023)[55]
  - Engineering-Leistungen

### Polen
- Stadler Polska Sp. z o.o. (2006), Warschau
  - Hauptsitz Division Zentraleuropa
  - Sales & Marketing Polen
- Stadler Polska Sp. z o.o. (2006), Siedlce; gegründet 2006, 400 Mitarbeiter[56]
  - Produktion FLIRT für Zentraleuropa
- Solaris Tram Sp. z o.o. (2017), Środa Wielkopolska; Übernahme 2018, 250 Mitarbeiter[57]
  - gegründet April 2017 als Joint Venture mit Solaris Bus & Coach, Produktion der Fahrzeuglinie Tramino

### Ungarn
- Stadler Trains Magyarország Kft. (2005), Budapest
  - Sales & Marketing Ungarn
- Stadler Szolnok Vasúti Járműgyartó Kft. (2009), Szolnok; 400 Mitarbeiter
  - Division Komponenten: Kompetenzzentrum und Werk für Wagenkastenfertigung (konzernweit, exkl. Division Schweiz)
  - Division Service: Kompetenzzentrum Drehgestell-Revision

### Tschechien
- Stadler Praha, s.r.o., Prag; 50 Mitarbeiter
  - Ingenieurbüro und Entwicklung für andere Standorte

### Belarus

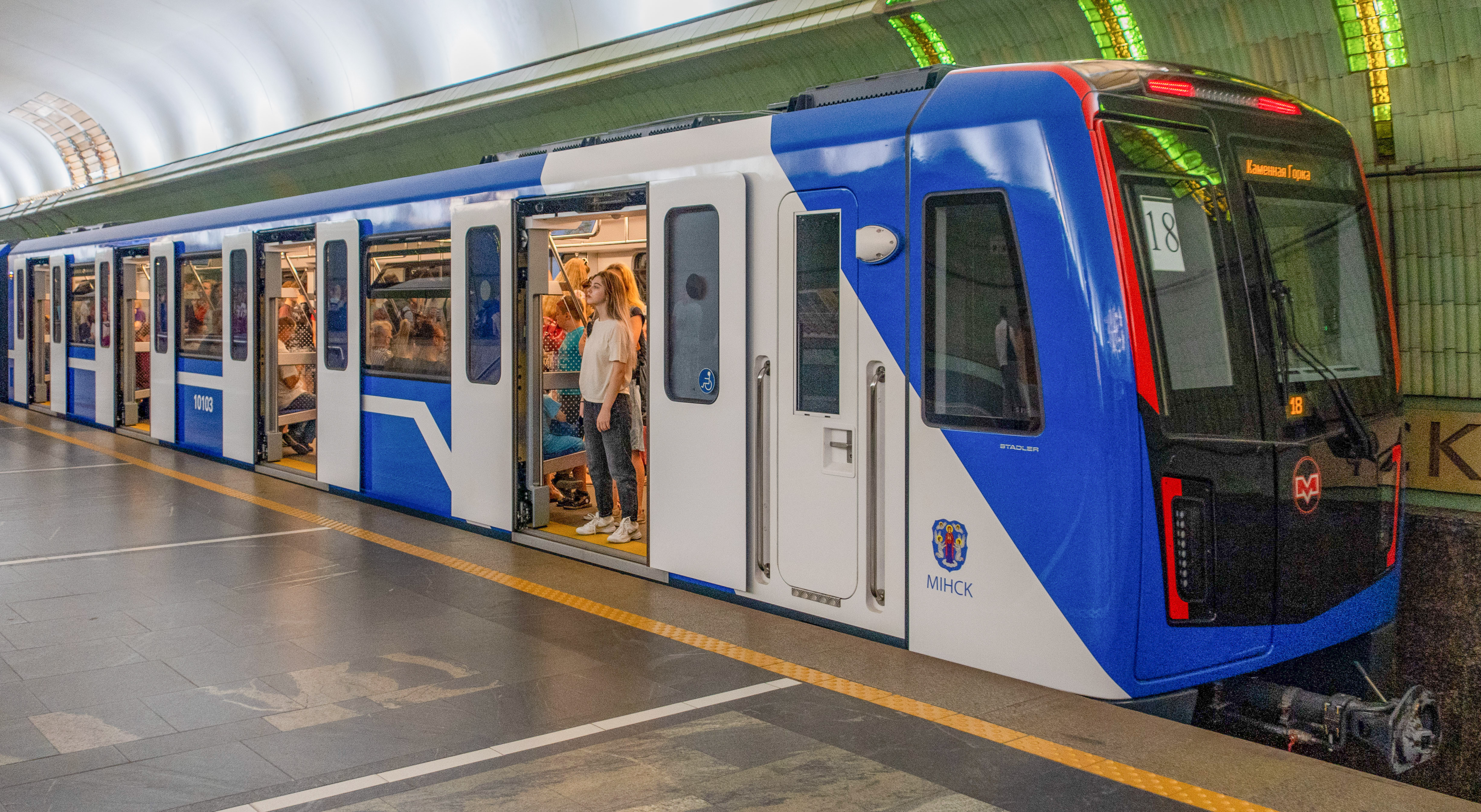
Stadler M110/M111 in der Metro Minsk

- CJSC Stadler Minsk (2013), Fanipal
  - zweitleistungsstärkstes Montagewerk von Stadler; 1500 Mitarbeiter
  - Fertigung von Fahrzeugen für GUS-Staaten, Ungarn und Slowenien
  - Fertigung von Stromrichtern, Wagenkästen und anderen Komponenten für andere Stadler-Standorte und für andere Hersteller[58]
  - Nach dem Russischen Überfall auf die Ukraine 2022 wurde das Werk praktisch stillgelegt und Angestellte vor allem nach Polen verlegt.[59]

### Russland
- OOO «STADLER» (2017), Moskau
  - Sales & Marketing Russische Föderation

### Spanien
- Stadler Rail Valencia S.A.U., Albuixech; 2016 von Vossloh übernommen; ca. 900 Mitarbeiter[60] (Juni 2017)
  - Hauptsitz Division Spanien
  - Produktion und Entwicklung von Streckenlokomotiven, Rangierlokomotiven, Fahrzeugfamilien Tramlink und Citylink

### USA
- Stadler US Inc., Salt Lake City, seit 2019

## Kritik
Nach der Präsidentschaftswahl in Belarus 2020 und der unter Vorspiegelung einer angeblichen Bombendrohung erfolgten Umleitung von Ryanair-Flug 4978 nach Minsk im Mai 2021 gerieten Stadler Rail und Hauptaktionär Peter Spuhler wegen der Geschäftstätigkeit in Belarus in die Kritik.